# 竹子林车辆段
22°31′59″N 113°59′46″E / 22.533°N 113.996°E
竹子林车辆段是深圳地鐵1號綫的車輛段。位於深南大道以南、僑城東路以東、红树林路以西的地块内，並與深圳地鐵9號線的僑城东车辆段一街之隔。北侧是园博园，南侧是红树林鸟类自然保护区。车辆段于1998年9月动工，2004年6月完工, 总建筑面积5.3万平方米。竹子林车辆段曾是深圳地铁唯一的车辆段。在前海车辆段建成后，前海车辆段成为为线网大架修基地，而竹子林车辆段定位为1號綫的定修段。
竹子林车辆段是深圳地铁的重要运营枢纽，设有竹子林控制中心。控制中心在建设时即预留了6条线路的控制能力。目前深圳地铁集团旗下的1号线、2号线、5号线、7号线、9号线、11号线六条线路的控制中心设于竹子林。此外，竹子林车辆段设有深圳地铁的线网性培训中心。深圳地铁集团的总部曾位于竹子林，现已迁入福田区的深圳地铁大厦。
车辆段設有軌道連接1號綫竹子林站。竹子林站因此设计为双岛式月台，中间有一備用軌道供列車往返車輛段之用。不过，距离车辆段最近的地铁站则是1號綫的僑城東站。
竹子林车辆段运营综合楼设计曾获第三届中国建筑学会建筑创作奖、佳作奖。但是由于临近深圳湾，车辆段建筑限高24米，不能进行上盖物业开发。由於本廠以南的土地要用作9号线僑城东车辆段，地块上原有的鹏程宝汽车城經已遷拆，并在竹子林车辆段的运用库上安置。而在檢修庫上，則建有六層高的員工宿舍「地鐵人才公寓」。